# Aghmid
Aghmid (arabe : أغميد) est un village libanais situé dans le caza d'Aley au Mont-Liban.
Ce village est situé à une altitude de 1200 m. 
Le nombre d'originaires de ce village est estimé à 1800 personnes (selon le nombre d'électeurs admissibles). 
Le nom du village, Aghmid, trouve son origine dans un événement historique : en 1711, après la bataille de Ain Dara (commune voisine d'Aghmid), on rapporte que l'émir Alameddine a été sollicité de ranger son épée à proximité de ce village. En arabe, "éghméd" signifiant "ferme [ton épée]" a évolué vers "Aghmid".